# DMX512

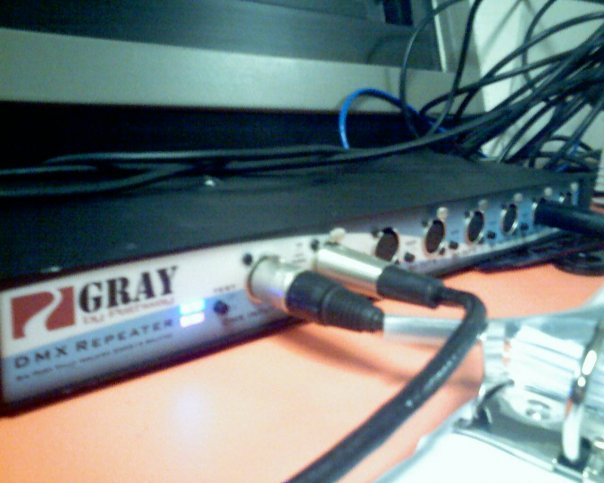
En DMX splitter/buffer. Gör det möjligt för flera enheter som styrs med DMX att kopplas in i en kontroller, som till exempel ett Ljusbord.

DMX512 (eng "Digital Multiplex with 512 pieces of information) är en standard för ett digitalt kommunikationsnätverk som ofta används för att styra scenbelysning och effekter. Det var ursprungligen avsett som en standardiserad metod för att styra ljusdimmers, som innan DMX512, hade använt sig av diverse olika inkompatibla, proprietära protokoll. DMX512 har varit den huvudsakliga metoden för länkning av styrutrustning och dimmers, men även mer avancerade enheter och apparater för specialeffekter till exempel rökmaskiner och rörliga strålkastare.
DMX512 använder asynkron kommunikation 250 kbit/s över EIA-485. Med XLR-5 kontakter.